# Список православних імен
Список православних імен — це список імен святих Православної церкви (традиційно включаються і західні святі до розділення з Церквою Риму), які містяться у православному місяцеслові, і на честь яких зазвичай називаються діти при народженні. Це офіційний український церковний варіант написання (у дужках подаються можливі варіанти), що ґрунтується на церковнослов'янській традиції. В інших помісних Церквах традиція написання імен може відрізнятися.

## Чоловічі імена

### А
- Аарон — гірський (євр.)
- Або (груз.)
- Аввакір
- Авакум — любов Божа (евр.)
- Августин
- Авда — слуга (халд.)
- Авделай (перс.)
- Авдид — див. Авдій
- Авдикій — який заперечує (перс.)
- Авдифакс (перс.)
- Авдієс — слуга Ісуса (євр.)
- Авдій (Авдид, Авид) — слуга Господній (євр.)
- Авдон — слуга (євр.)
- Авель — печаль (євр.)
- Авенір
- Аверкій — який утримує, віддаляє (лат.)
- Авив — колос (євр.)
- Авид — робітник (перс.) — див. Авдій
- Авим — колос зелений (євр.)
- Авксентій — примноження (грец.)
- Авкт — примножений (грец.)
- Авраам — батько багатьох (євр.)
- Авраамій (Аврамій) — великий отець (євр.)
- Автоном  — самостійний (грец.)
- Авудим
- Авундій — багатий, щедрий (лат.)
- Авцій — див. Рикс
- Агав — сарана (євр.)
- Агава
- Агапій — любов (грец.)
- Агапіт — улюблений (грец.)
- Агафангел — добрий вісник (грец.)
- Агафодор — благий дар (грец.)
- Агафон — добрий (грец.)
- Агафоник — благопереможець (грец.)
- Агафопод — доброногий (грец.)
- Агафопус — доброногий (грец.)
- Агей (Огій) — урочистий, святковий (євр.)
- Аглаїй — блискучий (грец.)
- Агн  — агнець (лат.)
- Адавкт — див. Давикт
- Адам — червона людина, земля (ґрунт)  (євр.)
- Адріан — з Адрії (італійського міста), або той, хто живе на Адріатичному морі
- Аєтій — орел (грец.)
- Аза — чорнота, міць (євр.)
- Азадан — слух (перс.)
- Азарія — поміч Божа (євр.)
- Азат — скопець (перс.)
- Аїфал — приніс Богу (перс.)
- Акакій — невинний, незлобивий (грец.)
- Акепсій — непохитний (грец.)
- Акепсим — глузливий (перс.)
- Акила — орел (лат.)
- Акиндин — безпечний (грец.)
- Аксій — див. також Астерій
- Акутіон — гострий (лат.)
- Александр (Олександр) — захисник людей (грец.)
- Алексій (Олексій) — захисник, помічник (грец.)
- Алім
- Аліпій — безжурний (грец.)
- Алоній
- Алфей — зміна (євр.)
- Алфій
- Альвіан — багатий (грец.)
- Амвросій — безсмертний, божественний (грец.)
- Аммон (Амон, Аммун) — піщаний (єгип.); митець, майстер, художник (євр.) — див. також Амун.
- Аммона
- Аммонафа
- Аммоній
- Аммун — див. Аммон; див. також Амун
- Амон — див. Аммон
- Амоніт
- Амос — тягар, сила, твердість (євр.)
- Амплій — великий, широкий (лат.)
- Амун — див. також Аммон.
- Амфіан — окружний (грец.)
- Амфілохій — важкородний; який сидить у засідці, з Амфілохії (грец.)
- Ананія — Бог милостивий, благодать Божа, кого Бог дарував (євр.)
- Анастасій — воскресіння, воскресенний (грец.)
- Анатолій — східний (грец.)
- Ангеляр — вісник (грец.); ангельський (болг.)
- Ангій — посудина (грец.)
- Андрій — мужній (грец.)
- Андроник — переможець мужів (грец.)
- Анект — терпимий (грец.)
- Анемподист — безперешкодний (грец.)
- Аникита — непереможний (грец.)
- Анін
- Антіох — той, хто чинить опір; той, хто їде назустріч (грец.)
- Антипа — упертий, міцний, проти усього (грец.)
- Антипатр — замість батька (грец.)
- Антоній — здобуття навзамін (грец.)
- Антонін
- Анувій — Анубіс, ім'я єгипетського бога (єгип.)
- Анфім — вкритий квітами (грец.)
- Анфір — квітучий (грец.)
- Апеллес — див. Апеллій
- Апеллій (Апеллес) — який належить до зібрання (грец.); непокликаний (лат.) — див. також Аполлос
- Аполлінарій — Аполлонові присвячений (грец.)
- Аполлон — губитель (грец.)
- Аполлоній — Аполлонів (грец.)
- Аполлос — губитель (грец.) — див. також Апеллій
- Апроніан — непередбачений (грец.)
- Ардаліон — посудина для окроплення, забруднений (грец.); метушливий (лат.)
- Арефа — орел (араб.)
- Арис — за ім'ям бога війни (грец.)
- Аристарх — найкращий керівник (грец.)
- Аристіон — найкращий; нагорода (грец.)
- Аристовул — найкращий радник (грец.)
- Аристоклій — прекрасний, доброславний (грец.)
- Аріан — левів (євр.)
- Арій — хоробрий (грец.); лев (євр.)
- Аркадій — пастух; з Аркадії (грец.)
- Аронос (грец.)
- Арпила
- Арсеній — мужній, чоловік (грец.)
- Артема — здоровий (грец.) — див. також Артемій, Артемон
- Артемій — здоровий (грец.) — див. також Артема, Артемон
- Артемон — вітрило (грец.) — див. також Артема, Артемій
- Архип — конюх (грец.)
- Архілій — начальник сонця (грец.)
- Арчил (груз.)
- Асинкрит — незрівнянний (грец.)
- Асир
- Аскалон — небережливий (грец.)
- Аскліпіодот — дар Ескулапа (бога врачування) (грец.)
- Астерій — зоряний (грец.), див. також Аксій
- Астій — міський (грец.)
- Астіон  — привітний (грец.)
- Аттій — нападаючий (грец.)
- Аттик — сусід; з Аттики (грец.)
- Афанасій — безсмертний (грец.)
- Афіноген — з Афін (грец.)
- Афінодор — дар богині Афіни (грец.)
- Афр
- Афоній — достаток (грец.)
- Африкан — африканський
- Афродісій
- Ахаз — володар (євр.)
- Ахаїк — ахейський (грец.); сумний (євр.)
- Ахила (грец.)
- Ахилла
- Ахиллій — що належить Ахіллесові; круглоустий; що приносить скорботу війську (грец.)
- Ахія — друг Господній (євр.)

### Б
- Богдан
- Боголеп (слов.) — див. також Феопрепій
- Борис (слов.)
- Боян (болг.)

### В
- Вавила — змішання (сир., євр.)
- Вадим (перс.)
- Вакх — бог виноробства (грец.)
- Валент — міцний, сильний (лат.)
- Валентин — сильний (лат.)
- Валеріан — з міста Валерії (лат.)
- Валерій — бадьорий, міцний (лат.)
- Ваптос — занурений (грец.)
- Варадат (сир.)
- Варак
- Варахіїл — Богом благословенний (євр.)
- Варахій — Богом благословенний (євр.)
- Варахісій (перс.)
- Варвар — грубий, іноземець (грец.)
- Варипсав — недоторканий (грец.)
- Варлаам — син Божий (халд.)
- Варнава — син утішання (євр.)
- Варсава (Іосій, Йосип, Іуст)
- Варсис
- Варсонофій
- Варул — раб Божий (сир.)
- Варух — благословенний (євр.)
- Варфоломій — син Толомея (євр.)
- Василід — царствений (грец.)
- Василій — царський (грец.) — див. також Василько
- Василіск — царьок (грец.)
- Василько — див. також Василій
- Васой
- Васс
- Вассіан
- Вата — купина (грец.)
- Вафусій
- Вахтисій
- Вендиміан — виноградар (лат.)
- Венедикт — благословенний (лат.)
- Венедим
- Веніамін — син десниці (євр.)
- Верк
- Віанор — сильний (грец.)
- Вівіан — який живе (лат.)
- Вікентій — який перемагає (лат.)
- Віктор — переможець (лат.)
- Вікторин — переможний (лат.)
- Віл — старий (грец.)
- Вірилад (грец.)
- Віссаріон - лісовий (грец.)
- Віт — переможений (лат.)
- Віталій — життєвий (лат.)
- Вітімій
- Віфоній — глибинний (грец.)
- Владислав (слов.)
- Власій — простий, грубий (грец.) — див. також Вукол
- Володимир (слов.)
- Воніфатій — благотворець (лат.)
- Всеволод — який усім володіє (слов.)
- Вукол — пастух (грец.) — див. також Власій
- В'ячеслав (слов.)

### Г
- Гавделас — див. Гаведай
- Гаведай (Гавделас)
- Гавиній (лат.)
- Гавриїл — муж Божий, міць Божа (євр.)
- Гад — щастя (євр.)
- Гаїй — земний (грец.)
- Галактіон — молочний (грец.)
- Галик
- Гамаліїл — нагорода Божа (євр.)
- Гедеон — руйнівник (євр.)
- Геласій — той, що сміється (грец.)
- Гемелл — близнюк, двійник (лат.)
- Геннадій — благородний (лат.)
- Георгій — хлібороб (грец.) — див. також Юрій
- Герасим — шановний (грец.)
- Гервасій — списоносець (герм.)
- Герман — єдиноутробний (лат.)
- Гермоген — див. також Єрмоген (грец.)
- Геронтій — престарілий (грец.)
- Гігантій — велетенський (грец.)
- Гімнасій — той, хто робить вправи (грец.)
- Гликерій — солодкий (грец.)
- Гліб (слов.)
- Гоброн — мужній, хоробрий (араб.)
- Горазд (болг.)
- Горгій — грізний, швидкий (грец.) — див. також Гордій
- Горгоній — який належить Богові (грец.)
- Гордіан — із м. Гордія (грец.)
- Гордій — гордієць (грец.) — див. також Горгій
- Григорій — який пильнує (грец.)
- Гурій — левеня (євр.)

### Д
- Давид — улюблений (євр.)
- Давікт (Адавкт) — примножений (лат.)
- Дада — факел (грец.)
- Далмат — з м. Далматії
- Далматой (Матой)
- Дамаскін — із м. Дамаска
- Даміан — приборканий (грец.)
- Дан — суддя (євр.)
- Данакт — цар, бог (грец.)
- Даниїл — суддя Божий (євр.)
- Дасій — пустий, кудлатий (грец.)
- Діадох
- Дидим — близнюк (грец.)
- Димитріан — який належить Деметрі богині родючості і землеробства (грец.) — див. також Димитрій
- Димитрій — який належить Деметрі богині родючості і землеробства (грец.) — див. також Димитріан
- Дисан (перс.)
- Дисидерій — жаданий, бажаний (лат.)
- Дій — божественний (грец.)
- Діодор — Божий дар (грец.) — див. також Діор
- Діодот — Богом дарований (грец.)
- Діомид — порада Божа (грец.)
- Діон (грец.)
- Діонисій — бог виноробства (грец.)
- Діор — див. також Діодор
- Діоскор — син Зевса (грец.)
- Довмонт — гострі мечі (лит.)
- Додо (груз.)
- Доментіан (груз.)
- Дометіан — приборкувач (лат.)
- Дометій — приборкувач (лат.)
- Домн — пан (лат.)
- Домнін — пан (лат.)
- Донат — подарований (лат.)
- Доримедонт — на списах носимий (цар) (грец.)
- Дорофей — дар Божий (грец.)
- Досифей — даний Богом (грец.)
- Драгутин (серб.)
- Дукитій — поступливий (лат.)
- Дула — раб (грец.)

### Е
- Едуард
- Елізбар (груз.)

### Є
- Євагрій — щасливий на полюванні (грец.)
- Євангел — благий вісник (грец.)
- Єварест — благоугодний (грец.)
- Євгеній — благородний (грец.)
- Євграф — благописаний (грец.)
- Євдоким — славний (грец.)
- Євдоксій — благославний (грец.)
- Євелпіст — благонадійний (грец.)
- Євлавій — див. Євлалій
- Євлалій (Євлавій)
- Євентій — див. Ювентин (Іувентин)
- Євиласій — поблажливий (грец.)
- Євкарпій  — благоплодний (грец.)
- Євклей — благославний (грец.)
- Євлампій — благосвітлий (грец.)
- Євлогій — благословення (грец.)
- Євменій — доброзичливий, милостивий (грец.)
- Євникіан — благопереможний (грец.)
- Євноїк — доброзичливий (грец.)
- Євод — добропутний, благоуспішний (грец.)
- Євпл  — благоплаваючий (грец.)
- Євпор — багатий (грец.)
- Євпсихій — благодушний (грец.)
- Євсевій — благочестивий (грец.)
- Євсевон — благоговіючий (грец.)
- Євсигній — благознаменний (грец.)
- Євстафій — який твердо стоїть (грец.)
- Євстохій — влучний, гострий на язик (грец.)
- Євстратій — добрий воїн (грец.)
- Євсхим — див. Євсхимон
- Євсхимон (Євсхим) — благовидний (грец.)
- Євтихіан — щасливий (грец.)
- Євтихій — щасливий (грец.)
- Євтропій — благонравний (грец.)
- Євул — благосовісний (грец.)
- Євфимій — благодушний (грец.)
- Євфрасій — веселий (грец.)
- Євфросин — розсудливий (грец.)
- Єдесій — радість (сир.)
- Єзекія
- Єкдикій (Єкдит) — який роздягнувся (грец.)
- Єкдит — див. Єкдикій
- Єксакустодіан — полковий суддя (грец.) — див. також Костянтин
- Єлеазар — Божа поміч (євр.)
- Єлевсип — вершник (грец.)
- Єлевферій — вільний (грец.)
- Єлезвой (грец.)
- Єлима — мовчання (євр.)
- Єлисей — якого спасіння Бог (євр.)
- Єлій — сонце (грец.)
- Єлладій (Елладій) — з Еллади (грец.)
- Єлпідифор — який приносить надію (грец.)
- Єлпідій — надія (грец.)
- Єміліан (Еміліан) — який належить Ємілію (приємному в слові) (грец.)
- Єнос
- Єнох
- Єпафрас — приємний (грец.)
- Єпафродит — люб'язний (грец.)
- Єпенет — похвальний (грец.)
- Єпіктет — здобутий (грец.)
- Єпімах — войовничий (грец.)
- Єпіфаній — явлення (грец.)
- Єполоній (грец.)
- Єразм — улюблений (грец.)
- Єраст — люблячий (грец.)
- Єрм — вісник (грец.) — див. також Єрма
- Єрма — див. також Єрм
- Єрмей — прибутковий (грец.)
- Єрмил
- Єрмій — вісник (грец.) — див. також Єрм
- Єрмінінгельд (герм.)
- Єрміп — кінь Гермеса (грец.)
- Єрмоген — нащадок Гермеса (грец.) — див. також Гермоген
- Єрмократ (Гермократ) — який затримує вісника (грец.)
- Єрмолай — вісник народу (грец.)
- Єрос — любов, хтивість (грец.)
- Єспер — вечір (грец.)
- Єферій — повітряний (грец.)
- Єфів — юнак (грец.)
- Єфрем — плодовитий (євр.)

### З
- Завулон
- Закхей — праведний, справедливий (сир.)
- Захарія — пам'ять Господня (євр.)
- Зевин (грец.)
- Зенон (Зінон) (груз.)
- Зіна — божественний (грец.)
- Зіновій — який живе богоугодно (грец.)
- Зінон — божественний (грец.) — див. також Зенон, Зіна
- Зоїл — той, що любить тварин (грец.)
- Зоровавель
- Зосима — життєвий (грец.)
- Зотик — животворний, оживляючий, повний життя (грец.)

### І
- Іадор (Ядор) — дар фіалки (грец.)
- Іакінф (Якінф) — яхонт (грец.)
- Іакісхол (Якісхол) — учень Вакха (грец.)
- Іамвліх (Ямвліх) — який любить вірші (грец.)
- Іаникит (Якинт, Аникита) — непереможний (грец.)
- Іасон (Ясон) — цілитель (грец.)
- Івістіон
- Івхіріон (груз.)
- Ігафракс (грец.)
- Ігнатій (грец.)
- Ігор
- Ієгудиїл (Єгудиїл) — який славить Бога (євр.)
- Ієзекіїль — що Богом зміцнюється (євр.)
- Ієракс — сокіл (грец.)
- Ієреміїл — піднесення до Бога (євр.)
- Ієремій (Єремій)
- Ієремія (Єремія) — піднесений Богом (євр.)
- Ієрон — посвячений (грец.)
- Ієронім (Єронім) — священноіменний (грец.)
- Ієрофей (Єрофей) — освячений Богом (грец.)
- Ієссей
- Ієффай
- Ізраїль — див. також Яків
- Ізяслав
- Ісус — спаситель (євр.)
- Іларій — тихий, радісний (грец.)
- Іларіон — тихий, радісний (грец.)
- Іліан — сонячний (грец.)
- Ілій — сонце (грец.)
- Іліодор — дар сонця (грец.)
- Ілія (Ілля) — сила Господня (євр.)
- Іллірик — з Іллірії (грец.)
- Індис (грец.)
- Інна — сильна вода (готф.)
- Інокентій — невинний (лат.)
- Іоад (Йоад)— своєчасний (євр.)
- Іоаким (Йоаким) — Бог поставив (євр.)
- Іоанн (Йоан) — благодать Божа (євр.)
- Іоанн-Володимир (Йоан-Володимир)
- Іоанникій (Йоанникій) (грец.)
- Іоасаф (Йоасаф) — Господь є суддя (євр.)
- Іов — переслідуваний (євр.)
- Іоїль — Господь Бог (євр.)
- Іона — голуб (євр.)
- Іордан (Йордан) (груз.)
- Іосиф (Йосиф, Йосип) — примножений (євр.)
- Іосія (євр.)
- Іпатій — високий (грец.)
- Іперехій — який перевершує (грец.)
- Іперихій — який переважає (грец.)
- Іполит
- Іракламвон — див. Іраклемон
- Іраклемон (Іракламвон) — геркулесів (грец.)
- Іраклій
- Іринарх — начальник світу (грец.)
- Іриней — мирний (грец.)
- Іриній
- Іродіон — геройський, рожевий (грец.)
- Ісаак — сміх (євр.)
- Ісаакій — сміх (євр.) — див. також Ісакій
- Ісавр — з Ісаврії (євр.)
- Ісайя — спасіння Господнє (євр.)
- Ісакій — див. також Файл:Ісаакій
- Ісе (груз.) — див. також Ієссей
- Ісидор (грец.)
- Ісихій — спокійний (грец.)
- Іской
- Ісмаїл — чує Бог (євр.)
- Іссахар
- Ісхіріон
- Істукарій
- Іувеналій (Ювеналій) — юнацький (лат.)
- Іувентин (Євентій, Ювентин) — юність (лат.)
- Іуда — славний (євр.)
- Іуліан (Юліан) — Іуліїв (грец.)
- Іулій (Юлій) — Юлієвий (грец.)
- Іуст (Юст) — праведний (лат.)
- Іустин (Юстин) — Іустів
- Іустиніан (Юстиніан) — Іустинів

### К
- Калімах — прекрасний борець (грец.)
- Каліник — добрий переможець (грец.)
- Каліопій — прекрасний співець (грец.)
- Каліст — найпрекрасніший (грец.)
- Калістрат — добрий воїн (грец.)
- Калуф
- Кандид — білий (лат.)
- Кандидій — див. Кантидій
- Кантидіан
- Кантидій (Кандидій)
- Капик
- Капітон — головастий, упертий (лат.)
- Каріон — карієць
- Карп — плід (грец.)
- Картерій — терплячий, мужній (грец.)
- Кассіан — порожній, пустий (лат.)
- Кастор — блискучий, чудовий, начальник, бобер (грец. і лат.)
- Касторій — бобровий (грец. і лат.)
- Кастрикій
- Кастул — озброєний (лат.)
- Катерій (Картерій) — руйнівний (грец.)
- Катун
- Квадрат — див. Кодрат
- Кварт — див. Куарт
- Квінт — див. Коїнт
- Квінтиліан (Кінтиліан) — п'ятий (лат.)
- Келестин (Целестин) — небесний (лат.)
- Келсій — високий (лат.)
- Кенсорин — цензорський (лат.)
- Кесарій — царський
- Кесар
- Киндей — рухливий (грец.)
- Кир — володар (грец.); сонце (євр.)
- Кирик (Киріак) — вісник (грец.)
- Кирил (Кирило) — сонце (перс.); панич (грец.)
- Киріак — панський (грец.)
- Кирін — пагорб у Римі (лат.)
- Киріон — жрець, депутат (лат.)
- Кифа — камінь (сир.)
- Кінтиліан — див. Квінтиліан
- Кіон
- Кіпріан (Кипріан) — з острова Кіпр
- Клавдіан — Клавдіїв (лат.)
- Клавдій — кульгавий (лат.)
- Клеоник — славний переможець (грец.)
- Клеопа — проходження, обмін (євр.)
- Климент — милостивий (лат.)
- Кодрат (Квадрат) — чотирикутний (лат.)
- Коїнт (Квінт) — п'ятий (лат.)
- Кондрат (груз.)
- Конкордій — згідний (лат.)
- Конон — працюючий (грец.)
- Константин (Костянтин) — твердий, незмінний (лат.)
- Констанцій — твердий, незмінний (лат.)
- Копрій — нечистий (грец.)
- Корив
- Корнилій — сильний (лат.)
- Корнут — рогатий (лат.)
- Коронат (Корнут) — вінчаний (лат.)
- Косма — прикраса (грец.)
- Крискент — який росте (лат.)
- Крискентіан
- Крисп — кучерявий (лат.)
- Кронід (грец.)
- Кротат — див. Кодрат
- Ксанф
- Ксанфій — світлорусявий, рудий (грец.)
- Ксенофонт — який говорить іноземними мовами (грец.)
- Куарт (Кварт) — четвертий (лат.)
- Кукша
- Кутоній
- Куфій

### Л
- Лавр (лат.)
- Лаврентій — лавровий (лат.)
- Лазар — Бог помічник (євр.)
- Лампад — який просвіщає (грец.)
- Лаодикій — який судить народ (грец.)
- Ларгій — щедрий (лат.)
- Лев
- Леввей — див. також Іуда
- Левій
- Левкій — білий (грец.)
- Леон — див. також Леонтій
- Леонід — подібний до лева (грец.)
- Леонт — лев (грец.)
- Леонтій — левиний (грец.)
- Ливерій — вільний (лат.)
- Ликаріон — вовченя (грец.)
- Лимній — озерний (грец.)
- Лин (Лін) — прекрасна квітка, юнак, сумна пісня (грец.)
- Лисимах — який припиняє бій (грец.)
- Лоллій — трава кукіль (грец.); летюча риба (лат.)
- Лонгин — довгий (лат.)
- Лот — покривало (євр.)
- Луарсаб (груз.)
- Лука — з Луканії
- Лукіан — світлий (лат.)
- Лукій (Лука) — той, хто світить (лат.)
- Лукіліан
- Луп — вовк (лат.)

### М
- Мавр — темний (грец.)
- Маврикій
- Мавсима
- Магн — великий (лат.)
- Макарій — блаженний (грец.)
- Македон
- Македоній — з Македонії (грец.)
- Макровій — який довго живе (грец.)
- Максим — найбільший (лат.)
- Максиміан
- Максиміліан
- Максіан
- Малахія — посланець Божий (євр.)
- Малх — цар (євр.)
- Мамант — мати, годувальниця (грец., лат.)
- Маммій — мамин, бабусин (грец.)
- Мануїл — визначення Боже (євр.)
- Мар — рука (грец.)
- Мардарій — з Мардара (місцевість у Вірменії)
- Мардоній
- Маріав
- Маріан
- Марин
- Марк — сухий, в'янучий (лат.)
- Маркел — войовничий (лат.)
- Маркелін
- Маркіан — Марків
- Марон
- Марсалій — войовничий (лат.)
- Мартин
- Мартиніан
- Мартирій — свідок, мученик (грец.)
- Маруф — безволосий (євр.)
- Марціал
- Матой
- Матфей — Божий дар (євр.)
- Матфій — богодарований (євр.)
- Мегефій
- Медимн — хлібна міра (грец.)
- Меладій
- Меласип — який піклується про коня (грец.)
- Мелевсип
- Мелетій — дбайливий, турботливий (грец.)
- Мелісен (грец.)
- Мелітон — який усолоджує медом, медовий (грец.)
- Мелхіседек
- Мемнон — який пам'ятає, пам'ятливий (грец.)
- Менандр — сильний чоловік (грец.)
- Менея — міцний, сталий (грец.)
- Менігн — міцне сухожилля (грец.)
- Меркурій (грец.)
- Мертій
- Мефодій — впорядкований (грец.)
- Мигдоній — з Мигдонії або Фригії
- Миколай (Николай, Микола) — який перемагає народ (грец.)
- Милій — яблучний (грец.)
- Мілл
- Мимненос (груз.)
- Мина — місячний (грец.)
- Минеон — місячний (грец.)
- Минсифей — який пам'ятає про Бога (грец.)
- Миракс
- Мирон — миро (грец.)
- Мисаїл — хто як Бог (євр.)
- Митрофан — матір'ю явлений (грец.)
- Михаїл — хто як Бог (євр.)
- Михей — хто подібний до Бога (євр.)
- Міан — материн, який належить годувальниці (грец.)
- Модест — скромний (лат.)
- Мойсей — від води узятий (єгип.)
- Мокіан — див. Мокій
- Мокій — який висміює (грец.)
- Мстислав (слов.)
- Муко

### Н
- Навкратій
- Назарій — присвячений Богові (євр.)
- Наркіс — нарцис (грец.)
- Наум — розрада (євр.)
- Нафан
- Нафанаїл
- Неаній — див. також Прокопій
- Неємія
- Нектарій
- Неон — який плаває (грец.)
- Неофіт — новонасаджений, новонавернений (грец.)
- Нерангіос (груз.)
- Нестор — той, хто повернувся додому (грец.)
- Неффалім
- Никандр — муж перемоги (грец.)
- Никанор — який бачить перемоги (грец.)
- Никита — переможець (грец.)
- Никифор — побідоносець (грец.)
- Никодим — який перемагає народ (грец.)
- Никола — див. також Миколай
- Никон — який перемагає (грец.)
- Никострат — воїн-переможець (грец.)
- Никтополіон — який палає вночі (грец.)
- Нил — ріка в Єгипті, чорний (інд.)
- Нирса
- Нисферой
- Нит — блискучий, світлий (лат.)
- Нифонт — тверезий (грец.)
- Ной
- Нон

### О
- Огій — див. Агей
- Олег (слов.)
- Олімп (Олімпан) — небесний, світлий, олімпійський (грец.)
- Олімпан — див. Олімп
- Олімпій — див. також Олімп
- Онисим — корисний (грец.)
- Онисифор — який приносить користь (грец.)
- Онисій — користь (грец.)
- Онуфрій (грец.)
- Ор — чоловік (грец.); світло (євр.)
- Орентій — гірський (грец.)
- Орест — гірський (грец.)
- Оріон
- Орсисій
- Осія — спасіння, поміч (євр.)
- Острихій — тверде дерево; остринкс, бук (грец.)

### П
- Павел (Павло) — малий (лат.)
- Павлин — маленький (лат.)
- Павсакій — див. Павсикакій
- Павсикакій (Павсакій) — який припиняє зло (грец.)
- Павсилип — який припиняє смуток (грец.)
- Паїсій — дитячий (грец.)
- Пактовій — який зберігає життя (грец.)
- Паламон
- Палладій (грец.)
- Памва — пастир усіх (грец.)
- Памво
- Памвон
- Памфалон — з усіх родів (грец.)
- Памфамир — усього позбавлений (грец.)
- Памфіл — спільний друг (грец.)
- Панкратій — вседержавний, всесильний (грец.)
- Пансофій — всемудрий (грец.)
- Пантелеймон — всемилостивий (грец.)
- Панхарій — усім милий (грец.)
- Папа — батько (грец., лат.)
- Папій — батько (лат.)
- Папіла — батечко (грец.)
- Папп (Памво)
- Парамон — твердий, постійний (грец.)
- Пард — барс
- Паригорій — який переконує, втішає (грец.)
- Пармен
- Парменій — який твердо стоїть (грец.)
- Парод — шлях, вихід (грец.)
- Парфеній — цнотливий (грец.)
- Пасикрат — вседержащий (грец.)
- Пассаріон
- Патапій
- Патермуфій
- Патрикій — патрицій
- Патров — послідовник батька (грец.)
- Патрокл — слава батька (грец.)
- Пафнутій (єгип.)
- Пахомій
- Пелій — бігун, глиняний (грец.)
- Пеон — лікар (грец.)
- Пергій
- Перегрин — прочанин, мандрівник (лат.)
- Петро — камінь (грец.)
- Петроній
- Пимен — пастир (грец.)
- Пинна — перламутрова мушля (грец.)
- Піннуфрій
- Питирим
- Питирун
- Пігасій — джерело води (грец.)
- Піоній — гладкий (грец.)
- Піор
- Пірр (груз.)
- Піст — вірний (грец.)
- Платон — широкий (грец.)
- Полієвкт — багатобажаний (грец.)
- Полієн — гідний багатьох похвал (грец.)
- Полікарп — багатоплідний (грец.)
- Поліхроній — багатолітній (грец.)
- Полувій — який має багато коштів для життя (грец.)
- Помпей — який веде (грец.)
- Помлій
- Понтій — морський (грец.)
- Поплій — загальнонародний (лат.)
- Порфирій — багряний (грец.)
- Потапій
- Потит — який оволодів (лат.)
- Прилідіан
- Приск — старий (лат.)
- Пров — чесний, добрий (лат.)
- Провій
- Прокес — хода, успіх (лат.)
- Прокл — далекий (лат.)
- Прокопій — який випереджає, встигає (грец.)
- Прокул
- Прот — перший (грец.)
- Протасій — який стоїть у перших лавах (грец.)
- Протерій — який передує (грец.)
- Протоген  — первонароджений (грец.)
- Протолеон — перший лев (грец.)
- Прохор — начальник хору (грец.)
- Псой (єгип.)
- Публій — народний (лат.)
- Пуд (ім'я)Пуд
- Пуплій — народний (лат.)

### Р
- Равула — крючкотвор (лат.)
- Ражден — світило віри (груз.)
- Разумник (Синезій) (слов.)
- Рафаїл — зцілення Боже (євр.)
- Реас
- Ревокат — відізваний (лат.)
- Рикс (Авцій) — цар (лат.)
- Римма — кидання (грец.)
- Родіон (Іродіон) — геройський, рожевий (грец.)
- Родоліан  — рожевий (грец.)
- Роман — римський (лат.); міцний (грец.)
- Ромил — міцний (грец.)
- Ростислав (слов.)
- Рувим
- Рустик — сільський (лат.)
- Руф — рудий (лат.)
- Руфин — рудуватий (лат.)

### С
- Савва — вино (євр.); неволя (араб.)
- Савватій — суботній (євр.)
- Савел — тяжка праця (євр.)
- Саверій
- Савин — сабінець (народ в Італії)
- Садок — царський друг (перс.)
- Сакердон — священик (лат.)
- Саламан — мирний (євр.)
- Самей — кого почув Бог (євр.)
- Самон — огрядний, міцний (євр.)
- Сампсон — сонячний (євр.)
- Самуїл — почутий Богом (євр.)
- Сарвил — шаровари (халд.)
- Сармат
- Сасоній
- Сатир (Сатур) — ситий (лат.)
- Саторин — з м. Сатурнії (лат.)
- Саторнил (Сатурнил, Саторнин)
- Саторнин
- Саторній
- Сатур — ситий (лат.)
- Сатурнил — див. Саторнил
- Сатурнин
- Святослав
- Севастіан — вельмишановний (грец.)
- Северин — суворий (лат.)
- Северіан
- Севір — суворий (лат.)
- Секунд — інший, благополучний (лат.)
- Селафіїл — молитва до Бога (євр.)
- Селевк — який коливає, хитає (грец.)
- Селевкій
- Селиніас — див. Селиній
- Селиній (Селиніас) — місячний (грец.)
- Сенніс
- Серапіон
- Серафим — полум'яний (євр.)
- Серафіон (Серапіон)
- Сергій (лат.)
- Серид
- Сивел
- Сигіц
- Сила — мовчання, спокій (євр., лат.)
- Силан — насмішник (лат.)
- Силуан — лісовий (лат.)
- Сильван — лісовий (лат.)
- Сильвестр — лісовий (лат.)
- Сим
- Симеон — услишання (євр.)
- Симон — услишання (євр.)
- Симфоріан — який сприяє (грец.)
- Синезій — див. Розумник
- Синесій
- Сисиній
- Сисой
- Сиф
- Сікст — випрасуваний (грец.)
- Сіоній — від гори Сіон (євр.)
- Смарагд — смарагд, малахіт (грец.)
- Созонт — який рятує (грец.)
- Соломон
- Сократ — який зберігає владу (грец.)
- Солохон — який засипає, вбиває камінням (грец.)
- Сонирил
- Сосипатр — який рятує батька (грец.)
- Соссій — тверезий, здоровий (грец.)
- Сосфен — який зберігає силу (грец.)
- Софонія — Господь захищає (євр.)
- Софроній — розсудливий, поміркований (грец.)
- Спевсип — швидкий кінь (грец.)
- Спиридон — плетений кошик (грец.)
- Стахій — колос (грец.)
- Стефан — вінець (грец.)
- Стирікт —див. Феостирікт
- Стратон — який воює (грец.)
- Стратоник — переможець воїнства (грец.)
- Стратор (Стратоник)
- Судислав
- Суїмвл
- Сухій (груз.)

### Т
- Тавріон — воловий (грец.)
- Талале (груз.)
- Тарасій — хвилюючий (грец.)
- Тарах — занепокоєння, хвилювання (грец.)
- Таричан (груз.)
- Татіон
- Терентій — який полірує, який розтирає (грец.)
- Тертій (Терентій) — третій (лат.)
- Тивуртій — з м. Тибура
- Тигрій — тигровий (грец., лат.)
- Тимолай (Тимофій) — який шанує народ (грец.)
- Тимон — який шанує (грец.)
- Тимофій — який шанує Бога (грец.)
- Тит — шановний (грец.)
- Тифой
- Тихик — випадковий, благополучний (грец.)
- Тихон — щастя (грец.)
- Транквіллін — спокійний (лат.)
- Тривимій — спокійний (лат.)
- Трифіллій — трилистий (грец.)
- Трифон — розкішний, зніжений (грец.)
- Троадій — з Трої
- Трофим — вихованець (грец.)
- Турвон — вихор, натовп (лат.)

### У
- Уалент (Уалентин) — див. Валентин
- Уалеріан (Уалерій) — див. Валеріан (Валерій)
- Уар — кривоногий, пляма на обличчі (лат.)
- Урван — міський, ввічливий (лат.)
- Уриїл — світло Боже (євр.)
- Урпасіан
- Усфазан — див. Хусдазад

### Ф
- Фавій — бобовий (лат.)
- Фавмасій — дивний (лат.)
- Фавст — благополучний, щасливий (лат.)
- Фавстіан
- Фадей — хвала (євр.)
- Фал — молода оливкова гілка (грец., лат.)
- Фалалій — квітуча маслина (грец.)
- Фаласій — морський (грец.)
- Фантин
- Фармуфій — назва місяця (єгип.)
- Фарнакій
- Феаген — богонароджений (грец.)
- Федим
- Феліксим — найщасливіший (лат.)
- Фелікс — щасливий (лат.)
- Фемелій — основа (грец.)
- Фемістоклій — прославлений за правосуддя (грец.)
- Феоген — богонароджений (грец.)
- Феогнід (Феогній) — богонароджений (грец.)
- Феогній — богонароджений (грец.)
- Феогност — Богом знаний (грец.)
- Феодор — Божий дар (грец.)
- Феодорит — богодарований (грец.)
- Феодосій — Богом даний (грец.)
- Феодот (Богдан) — Богом даний (грец.)
- Феодох — Богоприїмець (грец.)
- Феодул — Божий раб (грец.)
- Феоктирист (Феостирикт) — у Бозі утверджений (грец.)
- Феоктист — Богом створений (грец.)
- Феоліпт
- Феона — який від Бога поміч дістає (грец.)
- Феопемпт — Богом посланий (грец.)
- Феопіст — Богу вірний (грец.)
- Феопрепій (Боголіп, Боголеп) — належний Богу (грец.)
- Феостирикт — утверджений у Бозі (грец.)
- Феостих — Божий порядок (грец.)
- Феотекн — Боже дитя (грец.)
- Феотих — у Бозі щасливий (грец.)
- Феофан — богоявлення (грец.)
- Феофіл — друг Божий (грец.)
- Феофілакт — бережений Богом (грец.)
- Ферапонт — слуга (грец.)
- Ферм — теплий (грец.)
- Феспесій — божественний, пророчий (грец.)
- Филимон — улюблений
- Филип — який любить коней (грец.)
- Філагрій — який любить село (грец.)
- Філадельф — братолюбець (грец.)
- Філарет — який любить чесноти (грец.)
- Філетер — який любить друзів (грец.)
- Філит — улюблений (грец.)
- Філ (готф.)
- Філікс — щасливий (лат.)
- Філогоній — який любить своїх нащадків (грец.)
- Філоктимон — корисливий (грец.)
- Філолог — який любить слово (грец.)
- Філософ — любомудрий (грец.)
- Філофей — боголюб (грец.)
- Філумен — улюблений (грец.)
- Фінеєс — мідний рот (євр.)
- Фірмин — міцний (лат.)
- Фірмос — міцний (лат.)
- Фірс
- Фіфаїл
- Флавіан
- Флавій — жовтий (лат.)
- Флегонт — палаючий, пекучий (грец.)
- Флор — квітучий (лат.)
- Флорентій — квітучий (лат.)
- Фока — тюлень (грец.)
- Фома — близнюк (євр.)
- Форвин (лат.)
- Фортунат — щасливий (лат.)
- Фостирій — світильник (грец.)
- Фот (Фотій) — світло (грец.)
- Фотин — світлий (грец.)
- Фотій — світлий (грец.)
- Фронтасій — сміливий, зухвалий (лат.)
- Фрументій —хлібний (лат.)
- Фулвіан — рудий (лат.)
- Фусик

### X
- Халєв
- Харалампій — радістю сяючий (грец.)
- Харисим — премилий (лат.)
- Харитон — благодатний (грец.)
- Херимон — який радіє (грец.)
- Хрисанф — златоцвітний (грец.)
- Хрисогон — златородний (грец.)
- Хрисотель — золотий кінець, златодовершений (грец.)
- Христофор — христоносець (грец.)
- Худіон
- Хусдазад (Усфазан)

### Ш
- Шалва (груз.)
- Шіо (Симеон) (груз.)

### Ю
- Ювеналій — див. Іувеналій
- Юрій (Георгій) (слов.)
- Юстиніан — див. Іустиніан

### Я
- Яків — який перешкоджає (євр.)
- Якінф — див. Іакінф
- Януарій — воротар (лат.)
- Ярополк
- Ярослав (слов.)
- Яфет
- Ян

## Жіночі імена

### А
- Августа — священна (лат.)
- Агапія — любов (грец.)
- Агафія — добра (грец.)
- Агафоклія — благославна (грец.)
- Агафоніка  — благопереможна (грец.)
- Агнія (Анна) — непорочна (грец.)
- Агрипина
- Акилина — орлина (грец.)
- Алевтина (Валентина) — сильна (лат.)
- Александра (Олександра) — мужня, захисниця людей (грец.)
- Алла - друга, наступна.
- Анастасія — воскресіння (грец.)
- Анатолія — східна (грец.)
- Ангеліна — вісниця (грец.)
- Анисія (Онисія) — здійснення, успіх (грец.)
- Анімаїда — див. Анімаїса
- Анімаїса (Анімаїда)
- Анна — благодать (євр.)
- Антоніна — яка здобуває натомість (грец.)
- Анфіса — квітуча (грец.)
- Анфія
- Анфуса — квітка (грец.)
- Алоллінарія
- Аппія — див. Апфія
- Апфія (Аппія)
- Аріадна — яка суворо зберігає шлюбну вірність (грец.)
- Арсенія
- Артемія — здорова, квітуча (грец.)
- Архелая — начальниця людей (грец.)
- Аскітрея — подвижниця (грец.)
- Аскліада (Аскліпіодота)
- Аскліпіодота — дарунок Ескулапа (бога лікування) (грец.)
- Афанасія — безсмертна (грец.)

### В
- Валентина — сильна (лат.)
- Валерія —див. Калерія
- Варвара — іноземка (грец.)
- Варсонофія
- Василиса — царствена (грец.)
- Васса — долина (грец.)
- Вевея (Фівея, Вівея) — вірна (грец.)
- Вероніка — див. Віринея
- Вівея — див. Вевея
- Вікторія — перемога (лат.)
- Віра
- Віринея (Вероніка)
- Врієна

### Г
- Гаафа
- Гаїанія — земна (грец.)
- Галина — тиша, спокій (грец.)
- Галі — прекрасна (грец.)
- Гермогена
- Глафіра — гладка, рівна (грец.)
- Гликерія — солодка (грец.)
- Голіндуха (перс.)

### Д
- Дарія — сильна, яка перемагає (перс.)
- Девора
- Димитра
- Домна — пані (лат.)
- Домніка — Господня (лат.)
- Домніна — пані (лат.)
- Дорофея — дар Божий (грец.)
- Досифея — дана Богом (грец.)
- Дросіда — роса (грец.)
- Дукліда

### Е
- Емілія
- Есфір

### Є
- Єва — життя (євр.)
- Єванфія — благоцвітна (грец.)
- Євгенія — благородна (грец.)
- Євдоксія — благославна (грец.)
- Євлалія — благомовна (грец.)
- Євлампія — благосвітла (грец.)
- Євнікія — благопереможна (грец.)
- Євпраксія — благодіяння (грец.)
- Євсевія — див. також Ксенія
- Євстолія — гарно вдягнена (грец.)
- Євтропія — доброзичлива (грец.)
- Євула — благопорадна (грец.)
- Євфалія — благоквітуча (грец.)
- Євфимія — всехвальна (грец.)
- Євфрасія — радість, веселощі (грец.)
- Євфросинія — радість (грец.)
- Єкатерина (Катерина) — завжди чиста (грец.)
- Єлена (Олена) — факел (грец.)
- Єліконида
- Єлисавета — яка шанує Бога (євр.)
- Єнафа
- Єпистимія — яка знає (грец.)
- Єпихарія — яка радіє (грец.)
- Єрміонія — яка поєднує (грец.)
- Єротиїда — люб'язна (грец.)

### З
- Зінаїда — божественна (грец.)
- Зіновія (грец.)
- Злата (Хриса, Хрисія) (болг.)
- Зоя — життя (грец.)

### І
- Іаїль
- Ієрія
- Іларія — тиха, радісна, ясна (грец.)
- Іоанна (Йоана) — благодать Божа (євр.)
- Іоанникія (Йоанникія)
- Іовіла
- Іраїда (грец.)
- Ірина — мир (грец.)
- Ісидора (грец.)
- Іудиф (Юдиф, Юдита)
- Іуліанія (Юліанія)
- Іуліта (Юліта)
- Іулія (Юлія)
- Іунія (Юнія)
- Іуста (Юста, Іустина)
- Іустина (Юстина)
- Ія — фіалка (грец.)

### К
- Каздоя
- Калерія — міцна (лат.)
- Каліса — прекрасна (грец.)
- Каліста — найпрекрасніша (грец.)
- Калісфенія — з добрими силами (грец.)
- Капітоліна
- Касинія — служниця (лат.)
- Керкира
- Кетевана (груз.)
- Килина (Акилина, Якилина) - орлиця (лат.)
- Кирила (Кіприла) — сонце (перс.)
- Кікілія (Цецилія) — короткозора (лат.)
- Кіприла — див. Кирила
- Кіра — пані (грец.)
- Кіріакія — панська (грец.)
- Кірієна — пануюча (грец.)
- Кірія — див. Кіріакія
- Клавдія — кульгава (лат.)
- Клеопатра — славна по батькові (грец.)
- Конкордія — згода (лат.)
- Крискентія — яка росте (лат.)
- Ксанфіпа — руда кобила (грец.)
- Ксенія — іноземка, мандрівниця (грец.)

### Л
- Лариса — чайка (грец.)
- Леоніла (Неоніла)
- Лідія — родом із Лідії (у Малій Азії)
- Лія
- Лукина — світла (лат.)
- Лукія — світла (лат.)
- Любов
- Людмила — людям мила (слов.)

### М
- Мавра — темна (грец.)
- Магдалина
- Макарія — блаженна (грец.)
- Макрина (Мокрина) — суха (грец.)
- Мамелхва
- Маміка
- Манефа — певна частина (євр.)
- Маргарита
- Марина — морська (лат.)
- Маріам
- Маріамна (Марія)
- Маріоніла
- Марія — володарка (євр.)
- Марфа
- Мастридія — дослідниця (грец.)
- Матрона — знатна (лат.)
- Меланія — чорна (грец.)
- Мелітина — медова (грец.)
- Милиця (серб.)
- Минодора — дар місяця (грец.)
- Миропія — яка робить миро (грец.)
- Митродора — дар матері (грец.)
- Михаїла
- Моїко
- Мстислава
- Муза

### Н
- Надія
- Наталія — природна (лат.)
- Неоніла
- Ніка — перемога (грец.)
- Німфодора
- Ніна — квітучий сад (груз.)
- Нонна — Богу присвячена (єгип.)
- Нунехія — яка має розум (грец.)

### О
- Олда (Олдама)
- Олдама — див. Олда
- Олімпіада — яка оспівує Небо (грец.)
- Ольга (слов.)

### П
- Павла — мала (лат.)
- Параскева — п'ятниця, приготування (грец.)
- Параскева-Петка — п'ятниця, приготування (грец.)
- Пелагія — морська (грец.)
- Перпетуя — постійна, вічна (лат.)
- Піама — мати (єгип.)
- Платоніда — широка (грец.)
- Полактія
- Поліксенія — дуже гостинна (грец.)
- Поплія — загальнонародна (лат.)
- Потамія — річкова (грец.)
- Препедигна — вельми достойна (лат.)
- Пріскилла — старенька (лат.)
- Просдока — див. Проскудія
- Проскудія (Просдока) — очікування (грец.)
- Пульхерія — прекрасна (лат.)

### Р
- Раав
- Раїса (Іраїда) — легка (грец.)
- Рафаїла — зцілення Боже (євр.)
- Рахіль — вівця (євр.)
- Ревека
- Рипсимія — яка кидається (грец.)
- Руфіна — рудувата (грец.)
- Руф

### С
- Саломія
- Сарра
- Світлана
- Севастіана — гідна честі (грец.)
- Серафима — полум'яна (євр.)
- Синклітикія — сенаторка (грец.)
- Сіра
- Снандулія (Яздундокта)
- Соломонія (Саломія) — смирна (євр.)
- Сопатра — див. Сосипатра
- Сосанна — біла лілія (євр.)
- Сосипатра (Сопатра) — яка рятує батька (грец.)
- Софія — премудрість (грец.)
- Стефанида — вінчана (грец.)
- Сусанна — біла лілія (євр.)

### Т
- Тавіфа — сарна (євр.)
- Таїсія
- Тамара (груз., з євр. Фамар — пальма)
- Татіана (Тетяна) — фундаторка (грец.)
- Текуса — яка народжує (грец.)
- Трифена — яка розкішно живе (грец.)

### У
• Ульяна
- Уїрко

### Ф
- Фавста (Фауста) — щаслива (лат.)
- Фаїна — світла (грец.)
- Фауста — див. Фавста
- Февея — див. Вевея
- Февронія
- Фекла — досконала (євр.); надія (арамейськ.)
- Феодора — Божий дар (грец.)
- Феодосія — Богом дана (грец.)
- Феодотія — Богом дана (грец.)
- Феодула
- Феодулія — раба Божа (грец.)
- Феозва
- Феоктиста — Богом створена (грец.)
- Феоніла
- Феопістія — Богові вірна (грец.)
- Феофанія — богоявлення (грец.)
- Феофіла — боголюбива (грец.)
- Фервуфа
- Фессалонікія — з Фессалонік (грец.)
- Филипія — яка любить коней (грец.)
- Фіва — світла (грец.)
- Фівея (Вівея)
- Філіцата — щастя (лат.)
- Філіцитата — ощасливлена (лат.)
- Філоніла
- Філофея — боголюбива (грец.)
- Фомаїда
- Фотида — світла (грец.)
- Фотина (Світлана, Фотинія) — світла (грец.)
- Фотинія — див. Світлана
- Фото

### X
- Харієса — мила (грец.)
- Харита — люб'язна (грец.)
- Харитина — благодатна (грец.)
- Хіонія — снігова (грец.)
- Хрисія, Хриса — золота (грец.)
- Христина — Христова
- Христодула — Христова раба (грец.)

### Ц
- Цецилія — див. Кікілія

### Ш
- Шушаніка (Сусанна) (груз.)

### Ю
- Юдиф — див. Іудиф
- Юліанія — див. Іуліанія
- Юліта — див. Іуліта
- Юлія — див. Іулія
- Юнія — див. Іунія
- Юста — див. Іуста
- Юстина — див. Іустина

### Я
- Яздундокта — див. Снандулія
- Яїль — див. Іаїль

Ярослава

### Сайти
- (рос.) Агіографія Православної Церкви // Православна енциклопедія [Архівовано 11 травня 2010 у Wayback Machine.]
- (рос.) Православний календар: Місяцеслов [Архівовано 17 серпня 2011 у Wayback Machine.]